# Grigore Traian
Grigore Traian (n. 1951, Brăila – d. 21 iulie 2007, Brăila), cunoscut și ca Primarul, a fost un fotbalist și antrenor român de fotbal. Istoria fotbalului românesc îl reține ca unul din cei mai mari fotbaliști brăileni, fiind de altfel și deținătorul golurilor marcate pentru echipa Dacia Unirea Brăila.

## Cariera
Timp de 11 ani, din 1969, când a încheiat ultimul stagiu la lotul național de juniori și a fost înregimentat la Progresul Brăila care activa în Divizia B și până în 1980, Grigore Traian nu a părăsit Brăila și nici echipa fanion a orașului, pentru care a evoluat în peste 400 de meciuri și a înscris 139 de goluri. Fosta extremă stânga a avut oferte de la Dinamo București și Oțelul Galați, dar din patriotism local le-a refuzat.
Cea mai fructuoasă perioadă a carierei sale a fost cea cuprinsă între anii 1972-1978, una în care a lucrat cu o serie de mari antrenori ai României: Ștefan Onisie, Titus Ozon, Nicolae Tătaru, Robert Cozmoc. Cariera lui în Divizia B s-a încheiat brusc în 1980, când directorul de atunci al Uzinei Progresul a hotărât ca toți jucătorii născuți în 1951 să fie excluși din lot.
În 1984, a mai jucat șase luni la echipa Dacia Unirea Brăila, la solicitarea antrenorului de atunci, Viorel Mateianu.
În perioada 1992-1995, a activat la secția de juniori a clubului Petrolul Ploiești, apoi a activat ca antrenor secund la aceeași echipă.